# NGC 1678
NGC 1678 је лентикуларна галаксија у сазвежђу Орион која се налази на NGC листи објеката дубоког неба.
Деклинација објекта је - 2° 37' 22" а ректасцензија 4h 51m 35,4s. Привидна величина (магнитуда) објекта NGC 1678 износи 13,3 а фотографска магнитуда 14,3. NGC 1678 је још познат и под ознакама MCG 0-13-19, CGCG 394-20, PGC 16179.